# انقطاع بث التليفزيون الجنوبي
انقطاع بث التليفزيون الجنوبي في يوم السبت، 26 نوفمبر 1977، الساعة 5:10 مساء أكثر من 100 ألف شخص من منطقة بيركشاير وهامبشاير بإنجلترا يتابعون شاشة التليفيزيون وبالتحيد يتابعون الاخبار اليومية على قناة ITV، يحدث تشويش في الصوت دون حدوث أي تشويش في الصورة، شخص غريب يقول أن اسمه فريلون Vrillon وهو المتحدث الرسمي باسم مجرة القيادة العشتارية Ashtar Galactic Command، يحمل رسالة لسكان الأرض يدعوا فيها إلى الحرية والسلام وإيقاف الحروب من أجل مستقبل أفضل للشعوب كافة على الكرة الأرضية. تستمر الرسالة الصوتية لمدة خمس دقائق وتحدث رعبا كبيرا في صفوف المواطنين وصفوف القائمين على القناة الذين حاولوا تقصي أمر الفاعل دون جدوى، لكنهم اعترفوا أنه لم يكن ممكنا بالأدوات المتوفرة آنذاك عمل تشويش من هذا النوع. وكان الصوت المسموع غريبا كأنه رجل كهربائي يتكلم.

## نص الرسالة كاملاً
نحن نتكلم معكم الآن في سلام وحكمة، كما فعلنا من قبل مع إخوتكم على كوكب الأرض. نأتي إلى تحذيركم من مصير جنسكم وسلالاتكم، والعالم الذي تعيشون فيه، بحيث يمكنكم الاتصال بزملائكم الكائنات الأخرى الموجودة بجواركم وحولكم، وبالطبع، يجب ان تتحد لتجنب الكوارث التي تهدد العالم الذي تعيشون فيه، والكائنات فيه من حولكم. وذلك من أجل تشارك المعرفة والصحوة بكوكب الأرض بما أنه سيدخل عصر الدلو الجديد. العصر الجديد يمكن أن يكون وقت السلم والتطور الكبير لسلالاتكم، ولكن فقط إذا كان حكامكم على علم بقوى الشر التي يمكن أن تطغى على أحكامهم.
والآن قفوا واستمعوا، لأن الفرص قد لا تتكرر مرة أخرى.. لسنوات عديدة قام علماؤكم وحكوماتكم وجنرالاتكم بتجاهل تحذيراتنا لهم ولم يلقوا لنا آذانا صاغية. استمروا في تجاربهم لقوى الشر أو ما يدعونها الطاقة النووية. قنابل نووية قادرة على تدمير الأرض وأخواتكم من الكائنات في العوالم والكواكب الأخرى في لحظة. النفايات من محطات الطاقة الذرية خاصتكم ستسمم كوكبم لعدة آلاف من سنواتكم القادمة. ونحن الذين سلكنا مسار التطور لفترة أطول منكم، استنتجنا منذ وقت طويل أن الطاقة الذرية هي دائما موجهة ضد الحياة (عندما وضعت على غرار الانشطار وليس اندماج). إذ ليس لها أي تطبيقات سلمية (مادام تطوريها تم بهذا السبيل) استخدامها، والبحث في استخدامها يجب أن تتوقف فورا، وإلا ستخاطرون بالدمار الشامل. جميع أسلحة الشر يجب أن تلغى.
وقت النزاعات أصبح الآن من الماضي. السلالة التي انتم جزء منها يمكن أن ترتقي إلى أسمى منازل التطور، فقط إذا تبينتم ان أنفسكم جديرة بذلك. ولكن لديكم وقت قصير للتعلم والعيش معا في سلام وحسن النوايا. مجموعات صغيرة في كل أنحاء هذا الكوكب بدات بالتعلم ونقل هذا الضوء الذي يشكل بزوغ فجر عصر جديد لكم جميعا. أنتم أحرار في قبول أو رفض تعاليمه، ولكن فقط أولئك الذين تعلموا العيش في سلام سيرتقون إلى اسمى منازل التطور الروحي.
يجب أن تدركوا، أيضا، أن هناك العديد من الأنبياء والمرشدين المزيفين في العالم الذي تعيشون فيه. سوف يمتصون الطاقة الخاصة بكم، والتي تدعونها المال. وسوف يضعونها منكم إلى الشر وبدون أن تحصلوا على مقابل. روحكم المقدسة داخلكم سوف تحميكم من هذا. لكن يجب عليكم أن تتعلموا أن تكونوا حساسين للصوت داخلكم والذي يمكن ان يقول لكم ما هي الحقيقة، وما هو الارتباك والفوضى، وماهو الكذب.
تعلموا الاستماع إلى صوت الحقيقة داخلكم، وأنتم أنفسكم ستقودون نحو مسار التطور.
هذه هي رسالتنا إلى الأصدقاء الأعزاء. لقد شاهدناكم تكبرون لسنوات عديدة وأنتم أيضا شاهدتم أضواءنا في سمائكم. أنتم الآن تعرفون أننا هنا موجودون والكثير من الكائنات الأخرى داخل وحول كوكبم الأرض أكثر مما يقر به علماؤكم. ونشعر بقلق عميق إزاءكم وإزاء الطريق نحو النور، وسوف نفعل كل ما في وسعنا للمساعدة في الوقت الراهن، لا تخافوا. فقط سارعوا إلى معرفة أنفسكم والعيش في وئام مع الطرق الخاصة بكم على كوكبكم الأرض.
ونحن، من مجرة القيادة العشتارية، نشكركم على انتباهكم. نحن الآن نستعد لمغادرة مجالكم إلى مجالنا الخاص. بوركتم بالحب الأسمى والحقيقة الأسمى لهذا الكون.